# G7 105mm榴弾砲

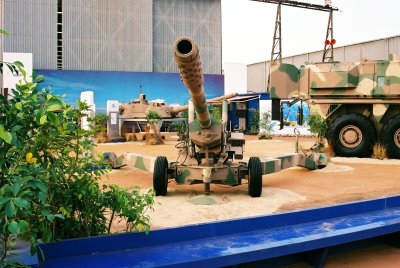
G7 105mm榴弾砲

G7 105mm榴弾砲 (G7 Howitzer) は、南アフリカ共和国製の105mm榴弾砲である。

## 概要
本砲は1995年に開発が開始され、アパルトヘイト政策が続いていた時期に南アフリカが開発したG5 155mm榴弾砲の技術を応用して設計された。105mm榴弾砲としては異例の52口径という超長砲身を装備しており、これが後述の長射程を提供する。
本砲の最大の特徴は射程の長さにあり、ベースブリード弾を使用した場合は32,000mにまで達する。この数字は世界に現存する全ての種類の105mm榴弾砲より長射程であり、同じ南アフリカ製のG5とG6ライノを除く大半の155mm榴弾砲すらも上回る数字である。
現時点において採用国は存在しないが、アメリカでは陸軍のストライカー旅団や海兵隊への配備を考えており、南アフリカもカナダ、イギリス、オーストラリアへの売り込みを積極的に行っている。

## スペック
諸元
- 種別: 榴弾砲
- 口径: 105mm
- 砲身長: 5,460mm（52口径）
- 重量: 3,800kg
- 全長: 6.9m
- 砲員数: 5名

性能
- 俯仰角: -5°-+75°
- 旋回角: 左右40°ずつ
- 初速: 最大950 m/s (3,100 ft/s)
- 最大射程: 32,000m（ベースブリード弾）/m（ロケット補助推進弾）
- 発射速度: 6発/分（最大）、1発/分（連続射撃時）

砲弾・装薬
- 弾薬: